# 2009年東亞運動會射擊比賽
2009年東亞運動會射擊比賽於2009年12月5日至8日在南華體育會進行。賽事原本設13個小項，但由於屯門望后石谷戶外場未能及時完工的關係，令比賽項目減至4個。賽事每天會頒發一面金牌。

## 獎牌分佈
| 項目           | 金牌               | 银牌           | 铜牌             |
| 男子10米氣手槍 | 秦鍾午 ( )         | 李大明 ( )     | 松田知幸 ( 日本) |
| 女子10米氣手槍 | 李浩林 ( ) GR      | 郭文珺 ( 中国) | 曹英秀 ( )       |
| 男子10米氣步槍 | 朱啟南 ( 中国) GR  | 劉天佑 ( 中国) | 山下敏和 ( 日本) |
| 女子10米氣步槍 | 古野本真希 ( 日本) | 易思玲 ( 中国) | 具秀羅 ( )       |